# 74-й окремий розвідувальний батальйон (Україна)
74-й окремий розвідувальний батальйон (74 ОРБ, в/ч А1035) — частина військової розвідки сухопутних військ Збройних сил України. Базується в смт Черкаське Дніпропетровської області.
Учасник російсько-української війни, зокрема, його представники тримали оборону в Донецькому аеропорту.

## Участь в АТО
Бійці 74 Окремого розвідувального батальйону з самого початку беруть участь в Антитерористичної операції на сході України. Брали участь в боях за населені пункти Іловайськ, Мар'їнку, Донецький Аеропорт, Авдіївку, Піски та інші.
У вересні 2014 року бійці 74 ОРБ виконували задачі піхоти в Мар'їнці. Один з підрозділів самовільно залишив свої позиції, тому Генеральний Штаб ухвалив рішення закрити дірку в обороні розвідниками, оскільки в резерві не було інших сил. Ділянка, яку вони мали прикривати починалася з Мар'їнки через Новомихайлівку та Славне та закінчувалася в смт Тарамчук. Це сталося після катастрофи під Іловайськом. Розвідники в силу специфіки своїх завдань мають на своєму озброєнні лише стрілецьку зброю. Проти сепаратистів на ділянці в 25 кілометрів стояли лише розвідники з автоматами, кулеметами та однією БМП, без підсилення танків, артилерії. Таку ділянку мала б прикривати повноцінна механізована бригада. 5 вересня під час виконання розвідувальною групою бойового завдання в районі міста Мар'їнка солдат 74-го батальйону Денис Дробний зачепив розтяжку, спрацював вибуховий пристрій. Загинув, прикривши своїм тілом інших бійців.
Бойовики декілька разів збиралися йти в повноцінний наступ зі сторони Олександрівки, але кожного разу відкладали його, після того, як ставало відомо, що їх ДРГ були повністю знищені.
Єдина БМП часто переміщувалася, щоб створити враження, що їх тут чимало. Розвідники також використовували її для того, щоб знайти ворожі вогневі точки.

### Оборона Донецького аеропорту
Для відправки на оборону Донецького аеропорту в батальйоні записувалися добровольцями. Бажання їхати виявили всі без винятку.
До аеропорту прибули в середині жовтня і відразу зайняли позиції в Новому Терміналі. Ротація бійців відбувалася кожних 10-15 днів. Забирали та привозили бійців БТРами. Розвідники коригували вогонь артилерії. Бійці 74 ОРБ були до самого кінця оборони летовища.
У січні 2015 року разом з вояками 25 ОПДБр розвідники готувалися захопити вежу, але її знищили бойовики, тому командування скасувало операцію. Через декілька днів сепаратисти підірвали Термінал, і довелося відходити всім. Один з бійців батальйону прикривав відхід, але сам загинув.
Після битви за ДАП, бійці 74 ОРБ зайнялися своєю звичною справою. Вони проводили розвідку та відловлювали ворожі ДРГ біля Авдіївки, Красногорівки, Мар'їнки, Горлівки.

## Оснащення
Оснащенню батальйону сприяє баскетбольний клуб «Дніпро».

## Символіка
На емблемі батальйону старого зразка зображено сову та кажана, а також тризуб Організації українських націоналістів.